# Theodor Fischer (marchand d'art)
Pour les articles homonymes, voir Fischer, Theodor Fischer et Theodor Fischer (homonymie).
Theodor Fischer, né le 27 février 1878 à Lucerne (Suisse) et mort le 5 juin 1957, est un marchand d'art et commissaire-priseur suisse établi à Lucerne qui, après la Première Guerre mondiale, a construit une société de commissaires-priseurs très prospère qui a dominé le marché de l'art suisse.
En 1939, il fut le commissaire-priseur de la tristement célèbre vente aux enchères du Grand Hôtel d'"art dégénéré" retiré des musées allemands par les nazis. Pendant la Seconde Guerre mondiale, il a joué un rôle clé dans le commerce de l'art spolié par les Allemands des pays occupés.

## Biographie

### Débuts
Fischer naît en 1878. Au début de sa carrière, il est associé à la société Paul Cassirer de Berlin, avec laquelle une vente aux enchères conjointe a lieu en 1931 après la mort de Cassirer. Il devient directeur de la galerie Bosshard à Lucerne.
Fischer fonde la galerie Fischer en 1907. Il crée ensuite une succursale de la galerie à Berlin. Il construit une grande entreprise à Lucerne entre les deux guerres et vend un certain nombre de collections importantes. Il y établit ses propres locaux en 1939, au 17 Haldenstrasse. Auparavant, des ventes aux enchères ont lieu à la Maison de la guilde Zur Meisen (Zunfthaus zur Meisen) à Zurich et au Grand Hotel National, Haldenstrasse, à Lucerne.

### Vente aux enchères de 1939 par la galerie Fischer

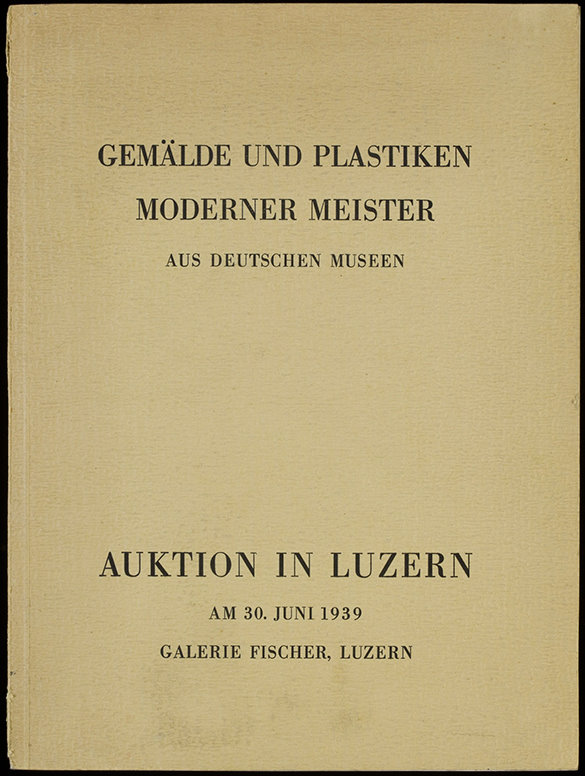
Galerie Fischer, catalogue de la vente de 1939.

En 1937, le parti nazi organisa, à partir d'oeuvres d'art qu'il avait retirées des musées allemands, l'Exposition d'art dégénéré, une exposition d'art principalement moderne qui fit le tour de l'Allemagne jusqu'au début de 1939. L'exposition visait à montrer la détérioration de l'art provoquée par les influences juives et bolcheviques. La création de l'exposition a été suivie d'un exercice beaucoup plus vaste visant à collecter « l'art dégénéré » de toute l'Allemagne. Sur les instructions de Joseph Goebbels, ministre allemand de la Propagande du Reich, des tentatives ont été faites pour vendre à l'étranger certaines des œuvres « dégénérées » les plus précieuses afin de lever des devises étrangères pour aider l'effort de guerre. Des marchands ont été nommés en Allemagne à cet effet et Theodore Fischer a été chargé de tenir une vente aux enchères d'« art dégénéré » en Suisse. Cela eut lieu le 30 juin 1939 à la Galerie Fischer,,,.
Parmi les 126 tableaux proposés figuraient les Trois Chevaux Rouges de Franz Marc, le Paysage de Tahiti avec trois Tigres de Paul Gauguin, Les Arlequins de Pablo Picasso et un autoportrait de Paul Modersohn. En outre, il y avait quatre autres peintures de Marc, quinze de Lovis Corinth, neuf de Carl Hofer, neuf d'Oskar Kokoschka, sept d'Emil Nolde, cinq d'Ernst Barlach, deux de Paul Klee et trois de Max Beckmann, Erich Heckel., Ernst Kirchner, Max Pechstein et Karl Schmidt-Rottluff. Malgré le mépris des nazis pour "l'art dégénéré" proposé, la vente aux enchères a été décrite par la galerie Fischer en des termes plus flatteurs comme une vente de Gemälde und Plastiken Moderner Meister aus Deutschen Museen (Peintures et sculptures de maîtres modernes des musées allemands).
La vente a été largement médiatisée et des avant-premières ont eu lieu à Zurich et à Lucerne, mais elle n'a pas eu l'atmosphère d'une vente aux enchères d'œuvres d'art normale. Certaines personnes étaient dans le public uniquement par curiosité et un certain nombre d'enchérisseurs, qui auraient pu être attendus, étaient absents parce qu'ils craignaient que les bénéfices ne soient utilisés pour soutenir le régime nazi. D'autres étaient à la recherche de bonnes affaires ou ont acheté parce qu'ils craignaient ce qu'il adviendrait des tableaux s'ils n'étaient pas vendus. Marianne Feilchenfeldt et son mari ont été choqués de découvrir que l'une des toiles à vendre était Cathédrale de Bordeaux (1924/25) d'Oskar Kokoschka, un tableau dont ils avaient fait don à la Nationalgalerie de Berlin mais qui avait été aliéné en 1937.
Curt Valentin, propriétaire de la galerie Buchholz à New York, a acheté cinq œuvres à la demande d'Alfred H. Barr Jr.. Le directeur du Museum of Modern Art « a secrètement enrôlé Valentin comme son agent dans la vente aux enchères Fischer, avec des fonds fourni par ses fiduciaires ». Les tableaux étaient : « La Vallée du Lot à Vers » d'André Derain volée au musée de Cologne ; la « Scène de rue » d'EL Kirchner et la « Femme agenouillée » de Wilhelm Lehmbruck, toutes deux prises à la Galerie nationale de Berlin ; « Autour du poisson » de Paul Klee, volé à la galerie de Dresde, et « Fenêtre bleue », d'Henri Matisse, saisi au musée d'Essen.
La vente aux enchères de Fischer a été signalée dans Beaux Arts (France) comme étant efficace, mais le journal n'a pu s'empêcher de noter son attitude dédaigneuse envers les lots. De l'Homme à la pipe de Max Pechstein, ils ont rapporté que, "il a dit avec un petit ricanement, "Ce doit être un portrait de l'artiste"... quand il a retiré d'autres lots, qu'il avait commencés à un niveau plutôt élevé minimum, il prenait un malin plaisir à observer haut et fort « Personne ne veut ce genre de chose », ou « Cette dame ne plaît pas au public »… et il souriait en prononçant le mot « renfermé ». Les prix réalisés lors de la vente ont été inférieurs aux attentes et vingt-huit lots sont restés invendus.

### Seconde Guerre mondiale
De nombreux marchés de l'art établis en Europe ont été fermés ou restreints pendant la Seconde Guerre mondiale, faisant de la Suisse neutre avec ses frontières avec l'Allemagne, l'Italie, l'Autriche et la France, une alternative attrayante à Paris ou à Londres comme lieu d'achat ou de vente d'art,.
Les gens ont été disloqués par la guerre et certains avaient des capitaux piégés à l'étranger, ce qui a conduit à un besoin urgent de lever des fonds. L'épouse du collectionneur juif Julius Freund, par exemple, qui avait été contraint de fuir l'Allemagne, a vendu une partie de sa collection via la galerie Fischer car elle avait un besoin urgent de lever des fonds. Le régime nazi en Allemagne a vendu des œuvres d'art pillées afin de lever des devises étrangères et les collectionneurs et marchands ont cherché à tirer profit des ventes forcées par les exigences de la guerre.
Fischer, qui dominait déjà le marché suisse, a su exploiter pleinement ces conditions, au point qu'en 1946, l'Office of Strategic Services Art Looting Intelligence Unit (ALIU) des États-Unis le décrivait comme « le point focal dans toutes les transactions d’art pillé en Suisse, et destinataire du plus grand nombre de peintures pillées situées à ce jour ».

### Offres avec Hermann Göring
Fischer a conclu plusieurs accords avec Hermann Göring par l'intermédiaire de son agent Walter Hofer. Göring appréciait particulièrement les œuvres de maîtres anciens allemands et, en février 1941, Hofer en sélectionna sept de la galerie Fischer qui furent expédiées au palais de Göring à Karinhall. Ils comprenaient quatre peintures du maître allemand Lucas Cranach l'Ancien, un triptyque d'un maître de Francfort et une statue d'une sainte tenant un anneau (vers 1500) de l'école de Nuremberg. Les peintures de Cranach étaient Vierge à l'enfant dans un paysage, Crucifixion avec un chevalier comme donateur, Sainte-Anne et la Vierge et Portrait d'un prince-électeur barbu,.
Fischer meurt en 1957. Son entreprise est reprise par ses fils, Arthur (1905-1981) et Paul (1911-1976).

## Grandes collections vendues par Theodor Fischer

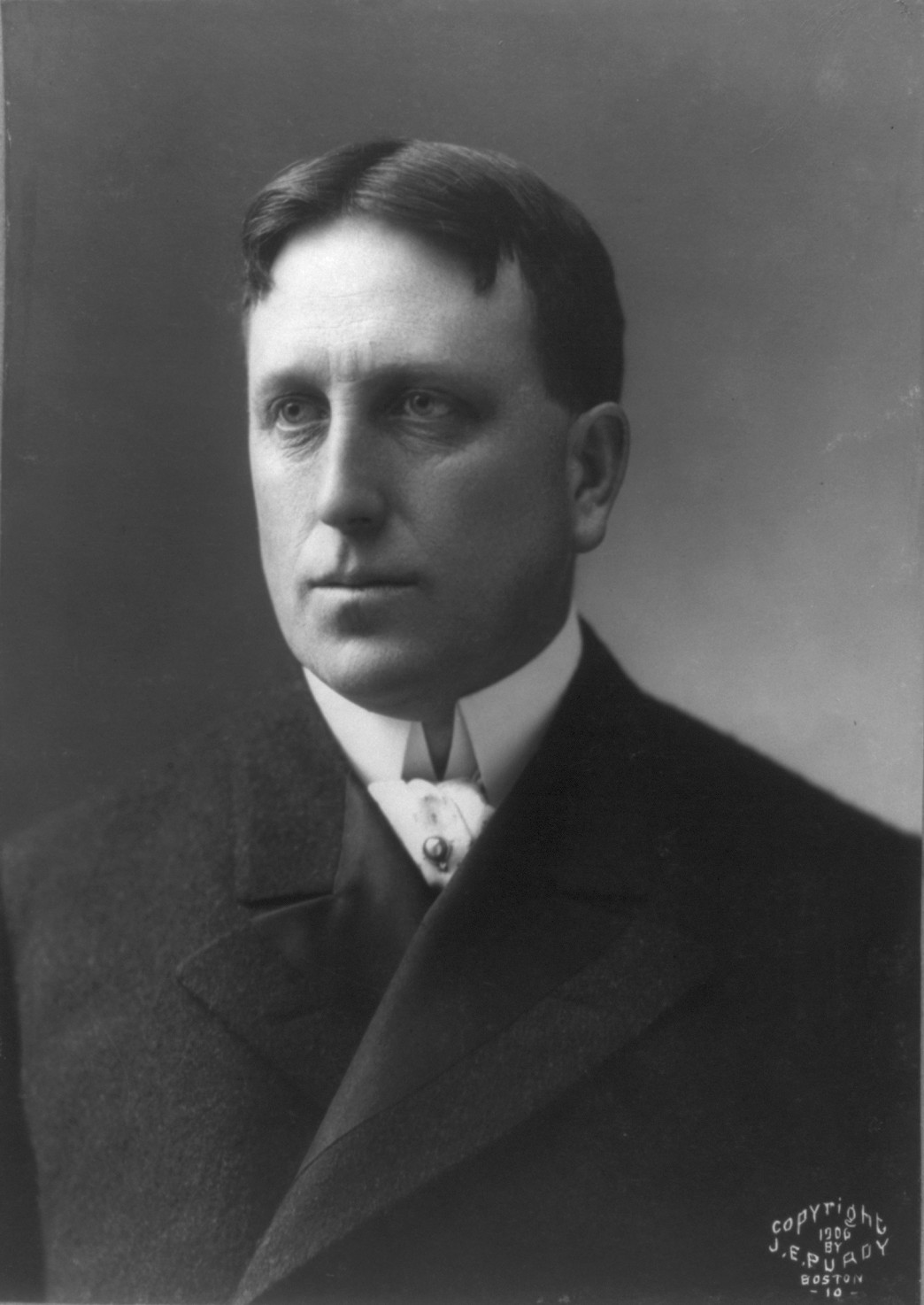
William Randolph Hearst, pour qui Fischer a vendu des armes et des armures.

Remarque : Cette liste exclut la période de la Seconde Guerre mondiale.
- La collection du comte Harrach
- Les collections Chillingworth et Wessner (1922)
- La collection d'armes Grossherzoglich Sächsische des grands-ducs de Saxe-Weimar-Eisenach (1927)
- La collection du Prince Frédéric Léopold de Prusse (1928)
- La collection Rütschi (1931)
- La succession du Dr Burger
- La collection d'armes et d'armures Erbach (1931)
- La collection Freiherr von Kleist
- La collection d'armes et d'armures du duc Viktor von Ratibor
- L'armurerie du prince de Thoune (1933)
- La collection d'art et d'artisanat du Dr Kodella (1934)
- Le cabinet de chasse du Reichsgraf von Kaunitz
- La collection Bühler (1935)
- La collection d'armes et d'armures Randolph Hearst (1939)
- La succession de la comtesse Tiele-Winkler (1951)